# Nederlandse kampioenschappen schaatsen massastart 2014
De tweede Nederlandse kampioenschappen schaatsen massastart zouden worden gehouden op 29 en 30 december 2013 in Thialf in Heerenveen, in het bijprogramma van het KNSB Kwalificatietoernooi.
Arjan Stroetinga verdedigde op zondag 29 december zijn titel met succes, het kampioenschap bij de vrouwen werd in eerste instantie afgelast in verband met het plotselinge overlijden van marathonschaatser Sjoerd Huisman. Dit kampioenschap werd op zondag 2 maart 2014 alsnog verreden in het Olympisch Stadion te Amsterdam na afloop van het NK allround. Dit kampioenschap werd gewonnen door Irene Schouten die ook haar titel prolongeerde.

## Mannen
| Pos. | Sprint 1 (na 5 ronden) | Sprint 1 (na 5 ronden) | Sprint 2 (na 10 ronden) | Sprint 2 (na 10 ronden) | Sprint 3 (na 15 ronden) | Sprint 3 (na 15 ronden) | Eindsprint (na 20 ronden) | Eindsprint (na 20 ronden) |
| Pos. | Naam                   | Punten                 | Naam                    | Punten                  | Naam                    | Punten                  | Naam                      | Punten                    |
| ---- | ---------------------- | ---------------------- | ----------------------- | ----------------------- | ----------------------- | ----------------------- | ------------------------- | ------------------------- |
| 1    | Frank Vreugdenhil      | 5                      | Frank Vreugdenhil       | 5                       | Frank Vreugdenhil       | 5                       | Arjan Stroetinga          | 31                        |
| 2    | Bart Mol               | 3                      | Bart Mol                | 3                       | Bob de Jong             | 3                       | Christijn Groeneveld      | 15                        |
| 3    | Mats Stoltenborg       | 2                      | Ingmar Berga            | 2                       | Jorrit Bergsma          | 2                       | Simon Schouten            | 10                        |
| 4    | Bob de Jong            | 1                      | Arjan Stroetinga        | 1                       | Arjan Stroetinga        | 1                       | Ingmar Berga              | 5                         |
| 5    |                        |                        |                         |                         |                         |                         | Bob de Jong               | 3                         |
| 6    |                        |                        |                         |                         |                         |                         | Peter van de Pol          | 1                         |

| Pos.   | Naam                 | Punten | Rondjes | Tijd      |
| ------ | -------------------- | ------ | ------- | --------- |
| Goud   | Arjan Stroetinga     | 33     | 20      | 9.55,438  |
| Zilver | Christijn Groeneveld | 15     | 20      | 9.55,497  |
| Brons  | Frank Vreugdenhil    | 15     | 20      | 10.13,207 |
| 4      | Simon Schouten       | 10     | 20      | 9.56,190  |
| 5      | Ingmar Berga         | 7      | 20      | 9.57,992  |
| 6      | Bob de Jong          | 7      | 20      | 10.04,991 |
| 7      | Bart Mol             | 6      | 20      | 10.28,092 |
| 8      | Mats Stoltenborg     | 2      | 20      | 10.06,439 |
| 9      | Jorrit Bergsma       | 2      | 20      | 10.08,194 |
| 10     | Peter van de Pol     | 1      | 20      | 10.06,052 |
| 11     | Robert Post          | 0      | 20      | 10.12,964 |
| 12     | Bob de Vries         | 0      | 20      | 10.16,988 |
| 13     | Timo Verkaaik        | 0      | 20      | 10.23,717 |

## Vrouwen
| Pos. | Sprint 1           | Sprint 1 | Sprint 2           | Sprint 2 | Sprint 3            | Sprint 3 | Eindsprint (na 15 ronden) | Eindsprint (na 15 ronden) |
| Pos. | Naam               | Punten   | Naam               | Punten   | Naam                | Punten   | Naam                      | Punten                    |
| ---- | ------------------ | -------- | ------------------ | -------- | ------------------- | -------- | ------------------------- | ------------------------- |
| 1    | Janneke Ensing     | 5        | Janneke Ensing     | 5        | Imke Vormeer        | 5        | Irene Schouten            | 31                        |
| 2    | Lisa van der Geest | 3        | Lisa van der Geest | 3        | Birgit Witte        | 3        | Mariska Huisman           | 15                        |
| 3    | Kelly Schouten     | 2        | Manon Kamminga     | 2        | Aggie Walsma        | 2        | Manon Kamminga            | 10                        |
| 4    | Margo van de Merwe | 1        | Irene Schouten     | 1        | Carlijn Achtereekte | 1        | Carla Ketellapper-Zielman | 5                         |
| 5    |                    |          |                    |          |                     |          | Janneke Ensing            | 3                         |
| 6    |                    |          |                    |          |                     |          | Elma de Vries             | 1                         |

| Pos.   | Naam                      | Punten | Rondjes | Tijd |
| ------ | ------------------------- | ------ | ------- | ---- |
| Goud   | Irene Schouten            | 32     |         |      |
| Zilver | Mariska Huisman           | 15     |         |      |
| Brons  | Janneke Ensing            | 13     |         |      |
| 4      | Manon Kamminga            | 12     |         |      |
| 5      | Lisa van der Geest        | 6      |         |      |
| 6      | Carla Ketellapper-Zielman | 5      |         |      |
| 7      | Imke Vormeer              | 5      |         |      |
| 8      | Birgit Witte              | 3      |         |      |
| 9      | Kelly Schouten            | 2      |         |      |
| 10     | Aggie Walsma              | 2      |         |      |
| 11     | Elma de Vries             | 1      |         |      |
| 12     | Margo van de Merwe        | 1      |         |      |
| 13     | Carlijn Achtereekte       | 1      |         |      |
| 14     | Maria Sterk               | 0      |         |      |
| 15     | Carien Kleibeuker         | 0      |         |      |
| 16     | Yvonne Spigt              | 0      |         |      |
| 17     | Pien Keulstra             | 0      |         |      |
| 18     | Bianca Roosenboom         | 0      |         |      |
| 19     | Kimberly Muusse           | 0      |         |      |
| 20     | Iris van der Stelt        | 0      |         |      |